# SN 2003aa
SN 2003aa – supernowa typu Ia odkryta 31 stycznia 2003 roku w galaktyce NGC 3367. W momencie odkrycia miała maksymalną jasność 17,60m.